# Huk (Topografie)
Eine Huk bezeichnet im topografischen Sinn eine Ecke oder einen Vorsprung, insbesondere im Verlauf einer Küste (niederdeutsch Huk = „Haken“, vgl. engl. hook, hier: „eine ins Meer reichende Landzunge“; vgl. niederländ. hoek [Aussprache wie im Dt. u. Engl.]).
Der Begriff wird vor allem in Norddeutschland gebraucht und findet sich außerdem in der Sprache der Segler. 
Außerdem ist er Bestandteil von Eigennamen, mit denen entsprechende Formationen charakterisiert werden; so gibt es etwa die Hohe Wieschendorfer Huk, die Stülper Huk, die Tarnewitzer Huk und die Jäckelberg-Huk in der Wismarer Bucht. Gleichbedeutend ist Huk mit Afrikaans und Niederländisch Hoek (Winkel, Ecke), welches z. B. in Windhoek (Hauptstadt Namibias) und in Hoek van Holland auftritt.